# Apiogaster rwandaensis
Apiogaster rwandaensis är en skalbaggsart som beskrevs av Karl Adlbauer 2003. Apiogaster rwandaensis ingår i släktet Apiogaster och familjen långhorningar.
Artens utbredningsområde är Rwanda. Inga underarter finns listade i Catalogue of Life.